# Choson Sinbo
Le Choson Sinbo (ou Chosun Shinbo, en hanja / japonais : 朝鮮新報, en hangul : 조선신보) est un journal basé au Japon, publié à la fois en coréen et en japonais. Le nom signifie littéralement « Journal Chosun (Corée) ». Il est publié par l'Association générale des Coréens résidant au Japon, association de Zainichi favorable à la Corée du Nord, qui dirige également le The People's Korea (PK), un site d'informations en langue anglaise.  

## Rédacteur notable
- Lee Hoesung, qui écrit pour le journal jusqu'en 1969

## Source de la traduction
- (en) Cet article est partiellement ou en totalité issu de l’article de Wikipédia en anglais intitulé « Choson Sinbo » (voir la liste des auteurs).